# Igiaba Scego
Igiaba Scego (Roma, 20 de março de 1974) é uma escritora italiana.

## Biografia
Filha de imigrantes somalianos, graduou-se em Línguas Estrangeiras na Universidade La Sapienza de Roma e doutorou-se em Pedagogia na Universidade de Roma Tre.
Suas obras têm um forte enfoque no diálogo entre culturas e na dimensão da transculturalidade e das migrações.
Em 2018 participa da programação principal da Festa Literária Internacional de Paraty (FLIP).

## Obras
- La nomade che amava Alfred Hitchcock, Sinnos, 2003.
- Rhoda, Sinnos, 2004.
- Dismatria e Salsicce in Pecore nere. Racconti, Edizioni Laterza, 2005.
- Italiani per vocazione, curatrice, Cadmo, 2005.
- Identità in Amori Bicolori. Racconti, Laterza, 2007.
- Quando nasci è una roulette. Giovani figli di migranti si raccontano, curatrice con Ingy Mubiayi, Terre di Mezzo, 2007.
- Oltre Babilonia, Donzelli Editore, 2008.
- L'albero in Nessuna Pietà, Salani, 2009.
- La mia casa è dove sono, Rizzoli, 2010 – Minha Casa É Onde Estou, trad.: Francesca Cricelli; Nós, 2018.
- Roma Negata, autrice con Rino Bianchi, Ediesse, 2014.
- Adua, Giunti Editore 2015 – Adua, trad.: Francesca Cricelli; Nós, 2018.
- Caetano Veloso. Camminando controvento, Add, 2016 – Caminhando contra o vento, Buzz Editora, 2018.
- La linea del colore, Bompiani, 2020.